# Robert Le Bidois
Robert Le Bidois (* 1897; † 1971) war ein französischer Romanist, Sprachwissenschaftler  und Diplomat.

## Leben und Werk
Robert Le Bidois war der Sohn von Georges Le Bidois. Ab den dreißiger Jahren war er Französischlehrer am City College of New York. Dann wechselte er in die französische Botschaft und, nach ihrer Gründung, in die Sprachenabteilung der Vereinten Nationen. Er habilitierte sich mit der Thèse de doctorat L'inversion du sujet dans la prose contemporaine 1900-1950, étudiée plus spécialement dans l'oeuvre de Marcel Proust (Paris 1952). Le Bidois war Mitarbeiter  der sprachpflegerischen Zeitschrift Vie et langage und ab 1958 der sprachpuristischen Zeitschrift Défense de la langue française.

## Weitere Werke
- (mit Georges Le Bidois) Syntaxe du français moderne. Ses fondements historiques et psychologiques, 2 Bde., Paris 1935–1938; 2. Auflage 1967 (1324 Seiten)
- Les Mots trompeurs ou le Délire verbal, Paris 1970 (sprachpuristische Schrift)